# Katarzyna de Vigri

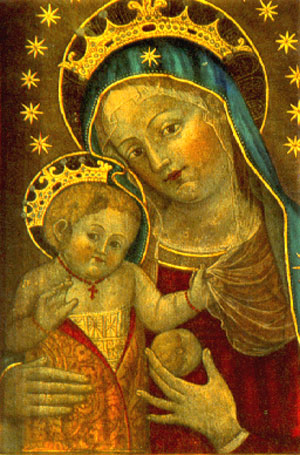
Obraz autorstwa Katarzyny de Vigri Maria z Dzieciątkiem Jezus i owocem

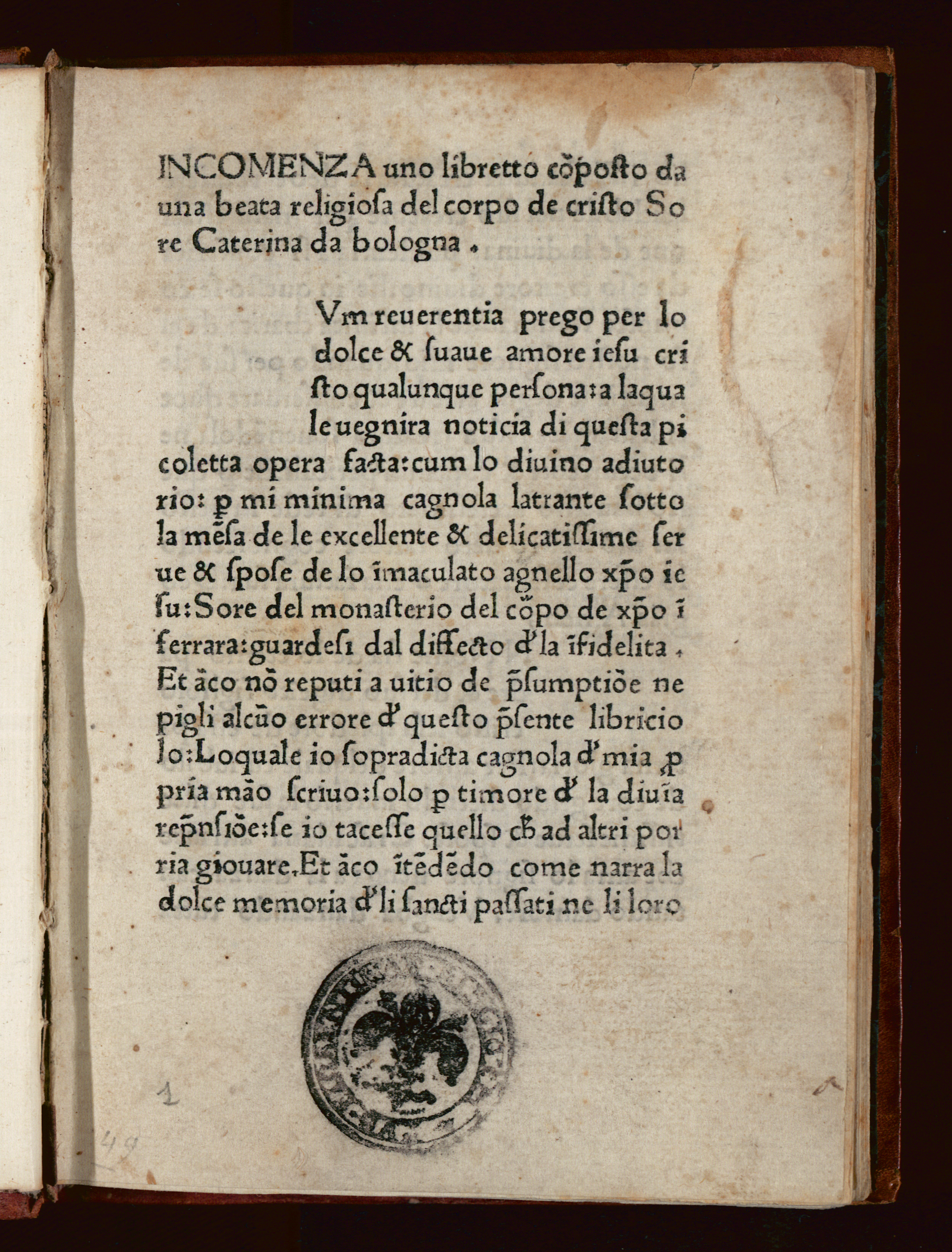
Sette armi spirituali, 1475

Św. Katarzyna de Vigri (Katarzyna z Bolonii) (ur. 8 września 1413 w Bolonii, zm. 9 marca 1463 tamże) – włoska klaryska, ksieni, święta Kościoła katolickiego. 

## Życiorys
Była córką profesora uniwersytetu, otrzymała wszechstronne wykształcenie. Stała się słynną malarką miniatur oraz autorką łacińskich i włoskich hymnów. W wieku 10 lat została damą do towarzystwa córki władcy Ferrary Mikołaja III d’Este księżniczki Małgorzaty. Na dworze pozostała do małżeństwa Małgorzaty w 1427 r. W 1431 r. wstąpiła do zakonu klarysek w Ferrarze. Pełniła różne funkcje: pracowała na furcie i w piekarni, później została mistrzynią nowicjatu. W 1456 r. założyła klasztor klarysek w Bolonii, którym kierowała aż do śmierci. Wyróżniała się pokorą. Swoje doświadczenia mistyczne przedstawiła w dziele Siedem broni duchowych. Pozostawiła pisma ascetyczno-mistyczne, poezje i rysunki. Zapoczątkowała 25 grudnia 1445 r., znane we Włoszech Nabożeństwo 1000 (tysiąca) „Zdrowaś Maryjo” na Uroczystość Bożego Narodzenia praktykowane co roku przez klaryski z klasztoru Bożego Ciała w Bolonii.

## Patronat
Jest patronką Bolonii, artystów oraz malarzy.

## Dzień wspomnienia
9 marca

## Relikwie

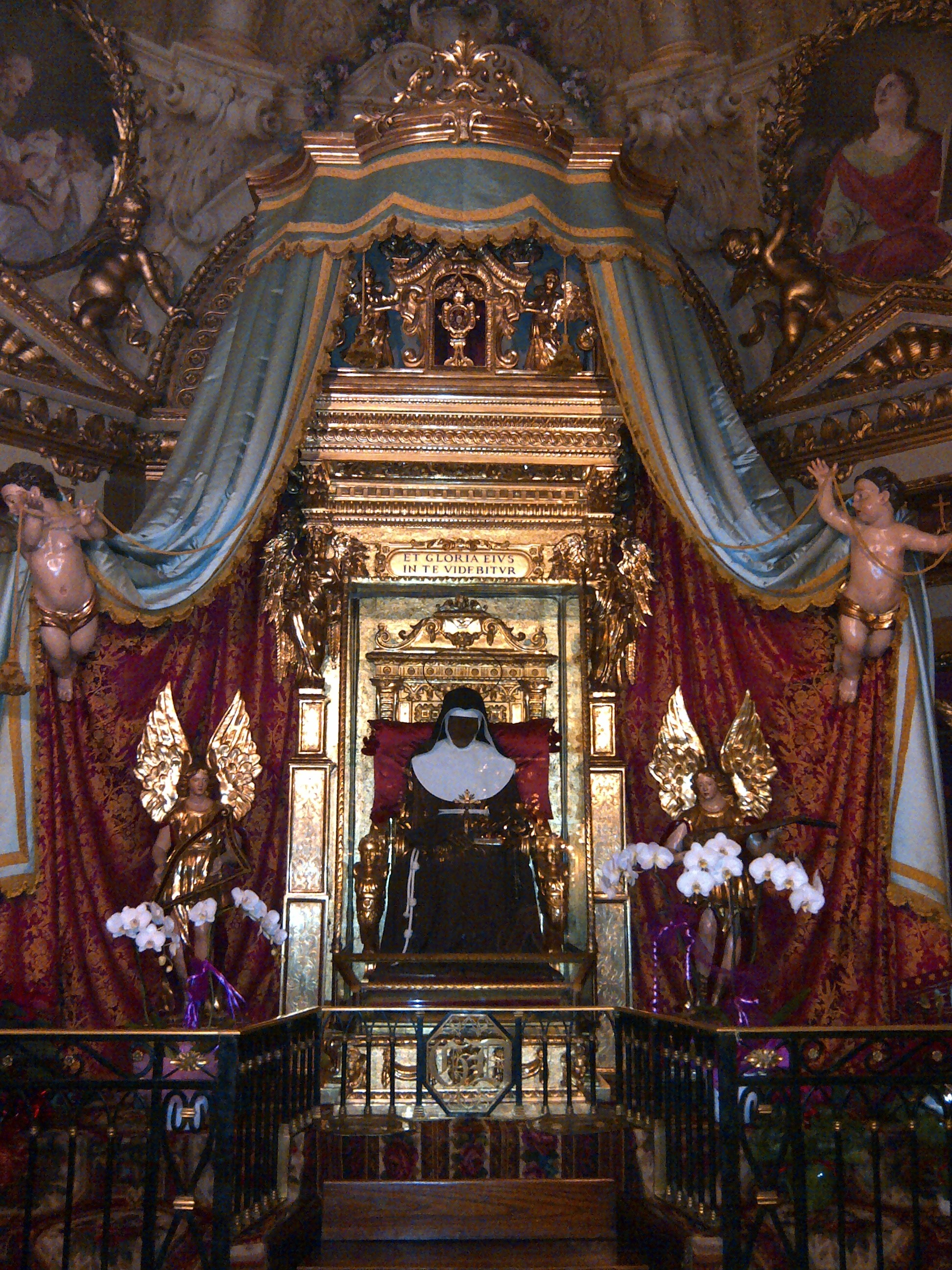
Nienaruszone ciało świętej w klasztorze Klarysek w Bolonii.

Jej ciało spoczywa nienaruszone, w pozycji siedzącej w kaplicy przy kościele Bożego Ciała w Bolonii.

## Proces kanonizacyjny
Kanonizowana 22 maja 1712 r. przez Klemensa XI.

### Źródła internetowe
- Domenico Agasso, Santa Caterina (Vigri) da Bologna (ang.)